# Copa White Ribbon 2012-13
La Copa White Ribbon 2012-13 fou la segona temporada de la Copa White Ribbon des de la seva creació el 2011. El torneig va ser patrocinat per White Ribbon New Zealand, una organització no governamental contra la violència contra les dones. La copa es va disputar entre el de 2012 i l'abril de 2013.
La copa, disputada pels sis equips del Campionat de Futbol de Nova Zelanda que no es classifiquen per a la Lliga de Campions de l'OFC, la jugaren el Canterbury United, Hawke's Bay United, Otago United, Team Wellington, Waikato FC i el YoungHeart Manawatu.

## Clubs

### Ciutats i estadis
| Equip               | Ciutat           | Estadi               | Capacitat |
| ------------------- | ---------------- | -------------------- | --------- |
| Canterbury United   | Christchurch     | English Park         | 8.000     |
| Hawke's Bay United  | Napier           | Bluewater Stadium    | 4.000     |
| Otago United        | Dunedin          | Forsyth Barr Stadium | 30.500    |
| Team Wellington     | Wellington       | Newtown Park         | 10.000    |
| Waikato FC          | Hamilton         | Porritt Stadium      | 2.000     |
| YoungHeart Manawatu | Palmerston North | Memorial Park        | 8.000     |

## Classificació
Conferència Nord
| Equip               | J | G | E | P | GF | GC | DG | Pts |
| ------------------- | - | - | - | - | -- | -- | -- | --- |
| Hawke's Bay United  | 0 | 0 | 0 | 0 | 0  | 0  | +0 | 0   |
| Waikato FC          | 0 | 0 | 0 | 0 | 0  | 0  | +0 | 0   |
| YoungHeart Manawatu | 0 | 0 | 0 | 0 | 0  | 0  | +0 | 0   |

Conferència Sud
| Equip             | J | G | E | P | GF | GC | DG | Pts |
| ----------------- | - | - | - | - | -- | -- | -- | --- |
| Canterbury United | 0 | 0 | 0 | 0 | 0  | 0  | +0 | 0   |
| Otago United      | 0 | 0 | 0 | 0 | 0  | 0  | +0 | 0   |
| Team Wellington   | 0 | 0 | 0 | 0 | 0  | 0  | +0 | 0   |